# JR貨物WC36形コンテナ
JR貨物WC36形コンテナ（JRかもつWC36がたコンテナ）は、日本貨物鉄道（JR貨物）がC36形コンテナを産業廃棄物運搬専用として改造した12 ftコンテナである。

## 構造
妻面二方開きで、C36形時代と同一。静脈物流専用で、輸送品の悪臭が静脈物流以外の輸送品に付かないように用途を専用化された。外観では、黄色地に黒字で『環』とかかれたステッカーが貼られた以外は変化がない。
元番号の頭に単純に『W』を書き加えたのみであるため、型式番号と改番順は一致しない。

## 現状
老朽化に伴い、2007年（平成19年）度限りで現存していたコンテナすべてが用途廃止となり形式消滅した。